# Gensac (Altos Pirineos)
 Gensac  es una comuna y población de Francia, en la región de Mediodía-Pirineos, departamento de Altos Pirineos, en el distrito de Tarbes y cantón de Rabastens-de-Bigorre.
Su población en el censo de 1999 era de 68 habitantes.
Está integrada en la Communauté de communes Adour Rustan Arros.